# Margaret Hoelzer
Margaret Hoelzer (Huntsville (Alabama), 30 maart 1983) is een Amerikaanse voormalige zwemster. Hoelzer vertegenwoordigde haar vaderland op de Olympische Zomerspelen 2004 en 2008. Ze is medehoudster van het wereldrecord op de 4x100 meter wisselslag kortebaan.

## Carrière
Hoelzer maakte haar debuut op de Pan Pacific kampioenschappen zwemmen 2002 in Yokohama. Daar won ze het goud op de 200 meter rugslag. Op de wereldkampioenschappen zwemmen 2003 in Barcelona pakte de Amerikaanse het zilver op de 200 meter rugslag, achter de Britse Katy Sexton. Op de 50 meter rugslag eindigde ze als drieëntwintigste en op de 4x200 meter vrije slag hielp ze haar land naar de finale.
Op de Amerikaanse Olympische Trials plaatste Hoelzer zich voor de Olympische Zomerspelen 2004 in Athene op de 200 meter rugslag. In Athene eindigde de Amerikaanse als vijfde op deze afstand. Op de wereldkampioenschappen kortebaanzwemmen 2004 in eigen land, in Indianapolis, werd Hoelzer wereldkampioene op de 200 meter rugslag. Daarnaast eindigde ze als vierde op de 100 meter rugslag en als vijftiende op de 50 meter rugslag. Tevens hielp ze de Amerikaanse 4x100 meter wisselslagploeg aan een finaleplaats.

### 2005-2008
Op de wereldkampioenschappen zwemmen 2005 in Montreal werd Hoelzer opnieuw vice-wereldkampioene op de 200 meter rugslag, ditmaal achter de Zimbabwaanse Kirsty Coventry. Op de 50 meter rugslag werd ze uitgeschakeld in de series. Op de wereldkampioenschappen kortebaanzwemmen 2006 in Shanghai prolongeerde Hoelzer haar wereldtitel op de 200 meter rugslag. Op de 100 meter rugslag eindigde ze als zesde en op de 50 meter rugslag strandde ze in de halve finales. Op de 4x100 meter wisselslag veroverde ze het zilver samen met Tara Kirk, Rachel Komisarz en Maritza Correia. Op de 4x100 meter vrije slag eindigde Hoelzer met haar ploeggenoten als vierde, op de 4x200 meter vrije slag zwom ze alleen in de series. Op de Pan Pacific kampioenschappen zwemmen 2006 in Victoria legde Hoelzer beslag op het zilver op de 200 meter rugslag achter de Japanse Reiko Nakamura.
Op de wereldkampioenschappen zwemmen 2007 in Melbourne werd Hoelzer wereldkampioene op de 200 meter rugslag voor Kirsty Coventry en Reiko Nakamura. Op de 50 meter rugslag sneuvelde ze in de halve finales en op de 4x200 meter vrije slag zwom de Amerikaanse alleen in de series. Op de wereldkampioenschappen kortebaanzwemmen 2008 in Manchester raakte ze haar wereldtitel kwijt aan Coventry, ook de Britse Elizabeth Simmonds eindigde voor Hoelzer die het brons pakte. Op de halve afstand eindigde de Amerikaanse als zesde. Op de 50 meter rugslag en de 50 en 100 meter vlinderslag strandde ze in de halve finales. Met haar ploeggenoten Jessica Hardy, Rachel Komisarz en Kara Denby won ze de gouden medaille op de 4x100 meter wisselslag, het kwartet verbrak tevens het wereldrecord.
Op de Amerikaanse Olympische Trials in Omaha (Nebraska) kwalificeerde Hoelzer zich met de tweede plaats, achter Natalie Coughlin, voor de 100 meter rugslag en de 4x100 meter wisselslag. Op de 200 meter rugslag brak ze het wereldrecord en plaatste zich daarmee als eerste Amerikaanse voor de Spelen. Op de Olympische Zomerspelen 2008 in Peking, China pakte Hoelzer het brons op de 100 meter rugslag, achter Coughlin en Coventry. Op de dubbele afstand moest ze alleen Coventry voor laten gaan, Coventry pakte wel Hoelzers wereldrecord af. Op de 4x100 meter wisselslag loodste Hoelzer haar ploeg samen met Megan Jendrick, Elaine Breeden en Kara Lynn Joyce naar de finale. In de finale zag zij haar landgenotes het zilver pakken, Hoelzer ontving voor haar inspanningen in de series ook een zilveren medaille.
Na de Olympische Zomerspelen van 2008 wist Hoelzer zich niet meer te kwalificeren voor internationale toernooien, begin 2011 maakte ze bekend te stoppen met zwemmen.

## Internationale toernooien
| Jaar | Olympische Spelen                                                              | WK langebaan                                                                      | WK kortebaan | PanPacs                           |
| ---- | ------------------------------------------------------------------------------ | --------------------------------------------------------------------------------- | --- | --------------------------------- |
| 2002 |                                                                                |                                                                                   | geen deelname | 200m rugslag                      |
| 2003 |                                                                                | 23e 50m rugslag · 200m rugslag · 4x200m vrije slag · Hoelzer zwom enkel de series | |                                   |
| 2004 | 5e 200m rugslag                                                                |                                                                                   | 15e 50m rugslag · 4e 100m rugslag · 200m rugslag · 4x100m wisselslag · Hoelzer zwom enkel de series                                                                                            |                                   |
| 2005 |                                                                                | 23e 50m rugslag · 200m rugslag                                                    | |                                   |
| 2006 |                                                                                |                                                                                   | 16e 50m rugslag · 6e 100m rugslag · 200m rugslag · 4e 4x100 m vrije slag · 4x200 m vrije slag · Hoelzer zwom enkel de series · 4x100 m wisselslag                                              | serie 100m rugslag · 200m rugslag |
| 2007 |                                                                                | 11e 50m rugslag · 200m rugslag · 4x200m vrije slag · Hoelzer zwom enkel de series | |                                   |
| 2008 | 100m rugslag · 200m rugslag · 4x100m wisselslag · Hoelzer zwom enkel de series |                                                                                   | 14e 50m rugslag · 6e 100m rugslag · 200m rugslag · 14e 50m vlinderslag · 16e 100m vlinderslag · 5e 4x100m vrije slag · Hoelzer zwom enkel de series · 4e 4x200m vrije slag · 4x100m wisselslag |                                   |

## Persoonlijke records

### Kortebaan
| Afstand         | Tijd    | Datum            | Plaats          |
| --------------- | ------- | ---------------- | --------------- |
| 200m vrije slag | 1.56,16 | 18 maart 2004    | College Station |
| 50m rugslag     | 27,81   | 12 april 2008    | Manchester      |
| 100m rugslag    | 57,35   | 19 december 2009 | Manchester      |
| 200m rugslag    | 2.02,72 | 18 december 2009 | Manchester      |

### Langebaan
| Afstand         | Tijd    | Datum            | Plaats    |
| --------------- | ------- | ---------------- | --------- |
| 100m vrije slag | 55,09   | 3 juli 2008      | Omaha     |
| 200m vrije slag | 2.00,11 | 18 februari 2007 | Columbia  |
| 50m rugslag     | 28,93   | 28 maart 2007    | Melbourne |
| 100m rugslag    | 59,21   | 1 juli 2008      | Omaha     |
| 200m rugslag    | 2.06,09 | 5 juli 2008      | Omaha     |